# 古川宣誉
古川 宣誉（ふるかわ のぶよし、1849年4月2日（嘉永2年3月10日） - 1921年（大正10年）10月19日）は、幕末の幕臣、明治期の陸軍軍人。最終階級は陸軍中将。旧名、善助・郁郎。孫の一人に、昭和を代表する喜劇役者古川ロッパがいる（宣誉の長男武太郎の養子）。

## 来歴

### 生い立ち
本籍静岡県。江戸で星谷精四郎の息子として生まれ、古川鐘太郎の養子となった。1866年（慶応2年）7月、江戸幕府に御持小筒組として出仕し、以後、差図役下役並方当分介、撤兵取締、撤兵重立取締、撤兵差図役下役、富士見御宝蔵番格撤兵差図役並勤方、差図役並を歴任した。
その後、1868年（慶応4年）の戊辰戦争においては、撒兵隊に属し江戸開城後も市川・船橋戦争などで新政府軍と戦い敗北するものの、上官である江原素六を敵の攻撃から間一髪の所で救うなど奮戦し敢闘した。

### 明治維新以降
1869年（明治2年）9月より沼津兵学校で資業生（第3期）として学ぶ。明治5年（1972年）5月、兵学校廃校に伴い東京に移り、大尉勤務となり陸軍教導団に編入された。1873年（明治6年）5月、陸軍少尉に任官。
1880年（明治13年）、吉田正春らと共にペルシア（ガージャール朝）に派遣された。その後、熊本鎮台工兵第3大隊長、陸軍士官学校教官などを歴任。
1889年（明治22年）11月、陸軍幼年学校長に就任し、陸軍省軍務局工兵事務課長、工兵第1方面本署長を経て、1893年（明治26年）11月、工兵大佐に昇進。同年12月、工兵会議議長に異動。
1894年（明治27年）10月、第2軍工兵部長兼兵站監となり日清戦争に出征した。1897年（明治30年）9月、陸軍少将に進級。1901年（明治34年）5月に休職。
1904年（明治37年）6月、第4軍兵站監に着任し日露戦争に出征。1906年（明治39年）3月5日、陸軍中将に進むと同時に予備役に編入となった。1907年4月1日に後備役となる。1912年4月1日に退役した。墓所は雑司ヶ谷霊園。

## 栄典
位階
- 1897年（明治30年）10月30日 - 正五位[11]

勲章等
- 1889年（明治22年）11月29日 - 大日本帝国憲法発布記念章[12]
- 1895年（明治28年）
  - 9月20日 - 旭日小綬章・功四級金鵄勲章[13]
  - 11月18日 - 明治二十七八年従軍記章[14]
- 1906年（明治39年）4月1日 - 功三級金鵄勲章、勲二等旭日重光章、明治三十七八年従軍記章[15]

## 著書
- 参謀本部編『波斯紀行』参謀本部、1891年。（『明治シルクロード探検紀行文集成. 第2巻』ゆまに書房、1988年、所載）